# Jan Repas
Jan Repas (ur. 19 marca 1997 w Lublanie) – słoweński piłkarz grający na pozycji pomocnika w SM Caen.

## Kariera klubowa
Wychowanek NK Domžale. W sierpniu 2015 został włączony do pierwszej drużyny tego klubu podpisując trzyletni kontrakt. Zadebiutował w niej 28 listopada 2015 w wygranym 2:0 meczu z FC Koper. W lutym 2017 przedłużył kontrakt o kolejne trzy lata. W sierpniu 2017 podpisał czteroletni kontrakt z SM Caen. Zadebiutował w tym klubie 9 września 2017 w wygranym 2:1 meczu z Dijon FCO.

## Kariera reprezentacyjna
Młodzieżowy reprezentant Słowenii w kadrach od U-16 do U-21. W dorosłej reprezentacji zadebiutował 4 września 2017 w wygranym 4:0 meczu z Litwą.

## Życie prywatne
Jego młodszy brat Žiga również jest piłkarzem.